# André, Duque de Iorque
André, Duque de Iorque (nascido André Alberto Cristiano Eduardo, em inglês: Andrew Albert Christian Edward; Londres, 19 de fevereiro de 1960) é o terceiro filho e segundo filho homem da rainha Isabel II e do príncipe Filipe, Duque de Edimburgo e o segundo irmão do rei Carlos III. Conhecido pelas suas controvérsias e críticas públicas ao longo dos anos, incluindo sua associação com Jeffrey Epstein, o que levou a uma crescente pressão para que ele se afastasse de seus deveres reais. André é o oitavo na linha de sucessão ao trono britânico.
André serviu na Marinha Real Britânica como piloto e instrutor de helicóptero e como capitão de um navio de guerra. Durante a Guerra das Malvinas, ele voou em várias missões, incluindo guerra anti-superfície, evacuação de baixas e isca de mísseis Exocet. Em 1986, casou-se com Sarah Ferguson e recebeu o título de Duque de Iorque. Eles tiveram duas filhas, a Princesa Beatriz e a Princesa Eugênia. André e Sarah acabaram se separando em 1992 e o divórcio foi oficializado em 1996, e o casamento deles atraíu ampla cobertura da mídia. André atuou como representante especial do Reino Unido para o comércio internacional e investimento por 10 anos até julho de 2011.
André foi acusado de abuso sexual infantil por Virginia Giuffre, que alegou que quando menor foi traficada sexualmente para ele pelo financista americano e criminoso sexual condenado Jeffrey Epstein, o que André negou categoricamente. Após intensa reação negativa às suas conexões com Epstein, ele renunciou permanentemente de funções públicas em maio de 2020, e suas afiliações militares honorárias e patrocínios de caridade reais foram devolvidos à rainha em janeiro de 2022. Em janeiro de 2022, André foi acusado formalmente por agressão sexual movida por Giuffre no estado de Nova Iorque, EUA, em Março de 2022, fez um acordo extrajudicial em que pagou uma indeminização em troca da retirada das acusações.

## Início de vida e educação
O príncipe André nasceu na Suíte Belga, do Palácio de Buckingham, no dia 19 de fevereiro de 1960, como o terceiro filho e segundo menino da rainha Isabel II do Reino Unido e do príncipe Filipe, Duque de Edimburgo. Ele foi batizado na Sala de Música do Palácio em  8 de abril de 1960 pelo então Arcebispo da Cantuária, Geoffrey Fisher e seus padrinhos foram o Duque de Gloucester e a princesa Alexandra de Kent. Foi nomeado em homenagem ao seu avô paterno, o príncipe André da Grécia e Dinamarca, que morreu 16 anos antes do seu nascimento.
Ele foi o primeiro filho de um monarca reinante desde o nascimento da filha mais nova da rainha Vitória, princesa Beatrice (nome da filha mais velha do príncipe André), em 1857. Assim como os seus irmãos mais velhos, André foi colocado sob os cuidados de uma governanta, que foi responsável pela sua educação inicial no Palácio de Buckingham. Ele foi enviado para a Escola Preparatória Heatherdown, próximo a Ascot, em Berkshire. Em setembro de 1973, entrou para Gordonstoun, no norte da Escócia, a mesma na qual seu pai, e seu irmão mais velho, Carlos estudaram. Enquanto estudava em Gordonstoun, participou de um intercâmbio de seis meses, de janeiro a junho de 1977, na Lakefield College School, no Canadá. Deixou a Gordonstoun dois anos depois com nível A em inglês, história, economia e ciências políticas. Não foi para a universidade, mas ingressou no Britannia Royal Naval College, em Dartmouth.

## Serviço militar

### Marinha real
A Casa Real anunciou em novembro de 1978 que o príncipe se juntaria à Marinha Real Britânica no ano seguinte. Em dezembro, foram realizados exames e testes esportivos na RAF Biggin Hill, juntamente com testes e entrevistas no HMS Daedalus, e entrevistas no Conselho de Entrevistas do Almirante, no HMS Sultan. Entre março e abril de 1979, o príncipe estava matriculado no Royal Naval College Flight, em treinamento de pilotos, até que foi aceito como piloto estagiário e aceito por 12 anos, a partir de 11 de maio de 1979. Em setembro do mesmo ano, o príncipe foi nomeado aspirante, e entrou no Britannia Royal Naval College.
Depois que saiu de Dartmouth, passou por treinamento elementar de voo, com a Força Aérea Real no RAF Leeming, e depois treinamento de voo na Marinha no HMS Seahawk. Depois de ser premiado com suas "asas", ele avançou para um treinamento mais avançado no helicóptero do Sea King e realizou treinamento de voo operacional até 1982. Ele ingressou no esquadrão 820 Naval Air Squadron, servindo a bordo do porta-aviões, HMS Invencible.
Ele serviu à Marinha britânica por mais de 20 anos, reporta a revista Hola.

### Guerra das Malvinas
As Ilhas Malvinas ou Falkland como são chamadas pelo Reino Unido, são um território britânico ultramarino reclamado pela Argentina, foram invadidas em 2 de abril de 1982, evento que instigou a Guerra das Malvinas. O HMS Invencible era um dos dois porta-aviões disponíveis na época, e desempenhou um papel importante na retomada das ilhas.
O posto do príncipe André a bordo e a chance de o filho da rainha ser morto em combate, deixou o governo britânico apreensivo e o gabinete desejava que o príncipe retornasse e ocupasse um posto seguro até o fim do conflito, porém a própria rainha insistiu para que o filho permanecesse em ação. O príncipe permaneceu a bordo do Invencible para servir como copiloto de helicóptero Sea King. Ele voou em missões que incluíam desde guerra anti-submarina até guerra antisuperfície, chamariz de mísseis Exocet, evacuação de acidentes, transporte e resgate aéreo. E testemunhou o ataque argentino ao SS Atlantic Conveyor.
No fim da guerra o Invencible retornou a Portsmouth, onde a rainha e o príncipe Filipe, se juntaram a outras famílias para recepcionarem a embarcação. O governo militar argentino teria planejado, porém não tentou, assassinar o príncipe em Mustique em julho de 1982. Apesar de ter tido breves tarefas na HMS Illustrious, RNAS Culdrose e na Escola de Serviços Conjuntos de Inteligência, o Príncipe André permaneceu com a Invencível até 1983. O livro de memórias do comandante Nigel Ward, Sea Harrier Over the Falklands, descreveram o príncipe André como "um excelente piloto e um oficial muito promissor".

### Oficial de carreira naval

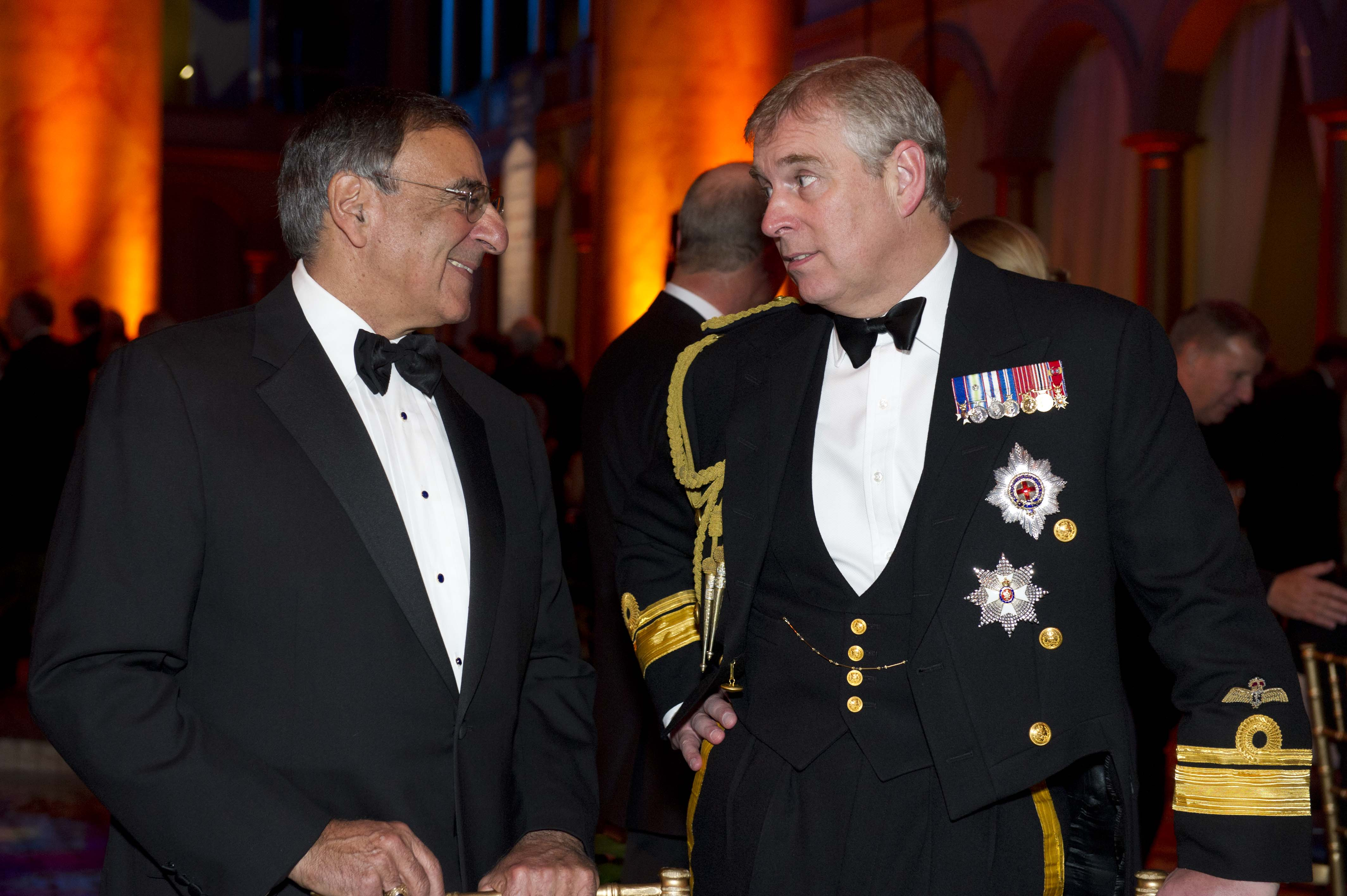
O Duque de Iorque com o Secretário de Defesa dos EUA Leon Panetta comemorando o 100º aniversário da Aviação Naval no Museu Nacional da Construção Civil em 2011.

No final de 1983, André foi transferido para o RNAS Portland e treinado para pilotar o helicóptero Lynx. Em 1 de fevereiro de 1984, foi promovido à categoria de tenente, sendo então nomeado pela Rainha como seu auxiliar pessoal de campo. O Príncipe André serviu a bordo do HMS Brazen como piloto de vôo até 1986, incluindo o destacamento para o Mar Mediterrâneo como parte do Grupo Marítimo Permanente NRF 2. Em 23 de outubro de 1986, o Duque de Iorque (como era até então) foi transferido para a Lista Geral, matriculado em um curso de quatro meses de instrutor de guerra de helicópteros no RNAS Yeovilton, e, ao se formar, serviu de fevereiro de 1987 a abril de 1988 como oficial de guerra de helicópteros no 702 Esquadrão Aéreo Naval, RNAS Portland. Ele também serviu no HMS Edinburgh como oficial de vigia e oficial assistente de navegação até 1989, incluindo um destacamento de seis meses para o Extremo Oriente como parte do exercício Outback 88.
O Duque de Iorque serviu como comandante de vôo e piloto do Lince HAS3 no HMS Campbeltown de 1989 a 1991. Ele também atuou como Oficial da Força Aérea do Grupo Marítimo 1 da NRF, enquanto Campbeltown foi porta-estandarte da força da OTAN no Atlântico Norte de 1990 a 1991. Ele passou no exame de comando da esquadra em 16 de julho de 1991, participou do Staff College, Camberley no ano seguinte, e completou o curso de Staff do Exército. Ele foi promovido a Tenente-Comandante em 1 de fevereiro e passou no exame de comando do navio em 12 de março de 1992. De 1993 a 1994, o Príncipe André comandou o caçador de minas HMS Cottesmore.
De 1995 a 1996, o Duque foi colocado como Piloto Sênior do Esquadrão Aéreo Naval 815, então a maior unidade voadora do Exército Aéreo de Frota. Sua principal responsabilidade era supervisionar os padrões de vôo e garantir uma efetiva capacidade operacional. Ele foi promovido a Comandante em 27 de abril de 1999, terminando sua ativa carreira naval no Ministério da Defesa em 2001, como oficial da Diretoria Diplomática do Estado-Maior Naval. Em julho daquele ano, o Duque de Iorque foi aposentado da Lista Ativa da Marinha. Três anos depois, foi promovido a Capitão Honorário. Em 19 de fevereiro de 2010, em seu 50º aniversário, foi promovido a Contra-Almirante. Cinco anos depois, foi promovido a Vice-Almirante.
Ele deixou de usar seus títulos militares honorários em janeiro de 2022. A ação veio depois que mais de 150 veteranos da Marinha Real Britânica, da RAF e do Exército assinaram uma carta, solicitando que a Rainha retirasse suas nomeações militares honorários em função de seu envolvimento em um caso de agressão sexual civil. Foi relatado que ele ainda manteria seu posto de vice-almirante de serviço.

## Vida pessoal

### Interesses pessoais
André é um apaixonado por golfe. Ele foi capitão do Royal and Ancient Golf Club of St Andrews entre 2003 e 2004 - durante a temporada de 250 anos do clube - foi patrono de vários clubes de golfe reais, e havia sido eleito como membro honorário de muitos outros. Em 2004, ele foi criticado pelo deputado trabalhista Ian Davidson, que em carta ao NAO questionou a decisão do Duque de voar para St. Andrews em aviões da RAF para duas viagens de golfe. André renunciou a ser membro honorário do Royal and Ancient quando a Rainha removeu os patronatos reais em vários clubes de golfe.
O Duque também é um esquiador entusiasta e em 2015 comprou um chalé de esqui em Verbier, Suíça, por entre £8 milhões e £13 milhões em conjunto com sua ex-mulher, Sarah Ferguson. André é um Fígado da Companhia Adorável dos Direitos Marítimos, a empresa sênior de pintura marítima da cidade. Em maio de 2008, ele participou de uma caçada de ganso no Cazaquistão com o Presidente Nursultan Nazarbayev.

### Relação com Koo Stark
André teve uma série de relacionamentos, mas de seu retorno da guerra até conhecer Sarah Ferguson ele namorou a atriz e fotógrafa estadunidense Koo Stark. O relacionamento teria acabado devido a pressões da família real e devido ao escrutínio da imprensa, reporta o portal de celebridades Bekia. Em 2016, Koo teria avisado Megan Markle, que então começava a aparecer com o Príncipe Henrique: "cuidado com quem você vai se meter", reportou o Daily Mail.

### Casamento com Sarah Ferguson e filhas

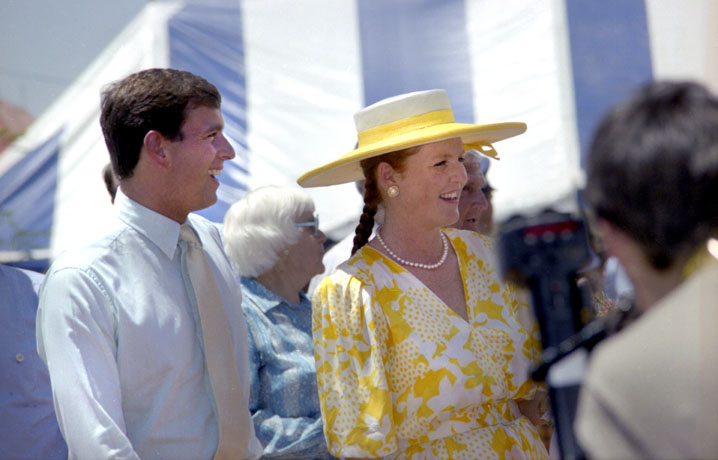
O Príncipe André e Sarah Ferguson em Townsville, 1988.

Em 1985, André teria sido apresentado à Sarah pela Princesa Diana durante as corridas do Royal Ascot. Segundo a imprensa, eles já se conheciam desde a infância, mas nunca tinham tido contato próximo. "André ficou apaixonado por Sarah logo de cara", reportou o portal Aventuras na História em 2020.
O compromisso de André e Sarah foi anunciado em 19 de março de 1986 e o casamento foi realizado em 23 de julho de 1986 na Abadia de Westminster. O casal teve duas filhas, as princesa Beatriz de Iorque (1988) e Eugênia (1990). As qualidades pessoais de sua esposa foram vistas como refrescantes no contexto do protocolo formal em torno da família real. Entretanto, as freqüentes viagens do Duque de Iorque devido a sua carreira militar, bem como a atenção implacável, muitas vezes crítica, da mídia voltada para a Duquesa de Iorque, levaram a fraturas no casamento. Em 19 de março de 1992, o casal anunciou planos de se separar e o fez de forma amigável. Alguns meses depois, fotos intímas apareceram na mídia da Duquesa com  com John Bryan, seu conselheiro financeiro na época, o que efetivamente acabou com qualquer esperança de uma reconciliação entre o Duque e a Duquesa. O casamento terminou em divórcio em 30 de maio de 1996. O Duque de Iorque falou carinhosamente de sua ex-mulher: "Conseguimos trabalhar juntos para educar nossas filhas de uma maneira que poucos outros conseguiram e estou extremamente grato por poder fazer isso".

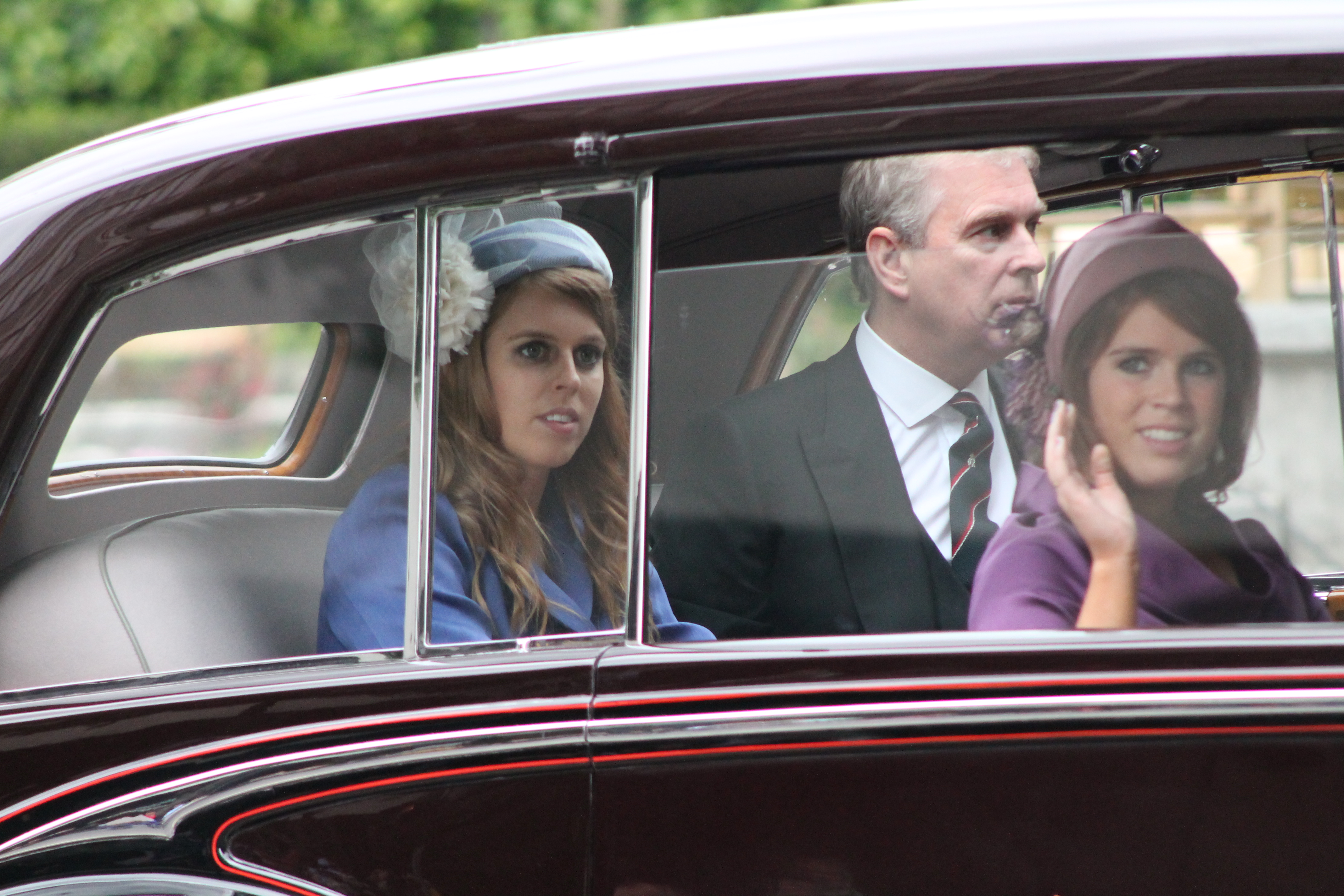
O Duque de Iorque com suas duas filhas, as princesas Beatriz e Eugênia, no Jubileu de Diamante da Rainha em 2012.

O casal concordou em compartilhar a custódia de suas duas filhas, e a família continuou a viver no Sunninghill Park (construído perto de Windsor Great Park para o casal em 1990) até que o Duque se mudou para a Royal Lodge em 2004. Em 2007, Sarah mudou-se para a Dolphin House em Englefield Green, a menos de uma milha da Royal Lodge. Em 2008, um incêndio na Dolphin House resultou na mudança de Sarah para a Royal Lodge, novamente compartilhando uma casa com o Duque de Iorque.
Em maio de 2010, Sarah foi filmada por uma repórter do News of the World alegando que seu ex-marido havia concordado que se ela recebesse £500.000, ele se encontraria com o doador e passaria adiante contatos comerciais úteis de alto nível. Ela foi filmada recebendo, em dinheiro, $40.000 como adiantamento.  Em julho de 2011, Sarah declarou que suas dívidas multimilionárias de libras haviam sido compensadas devido à intervenção de seu ex-marido, que ela comparou a um "cavaleiro em um carregador branco".

## Ativismo e obras de caridade

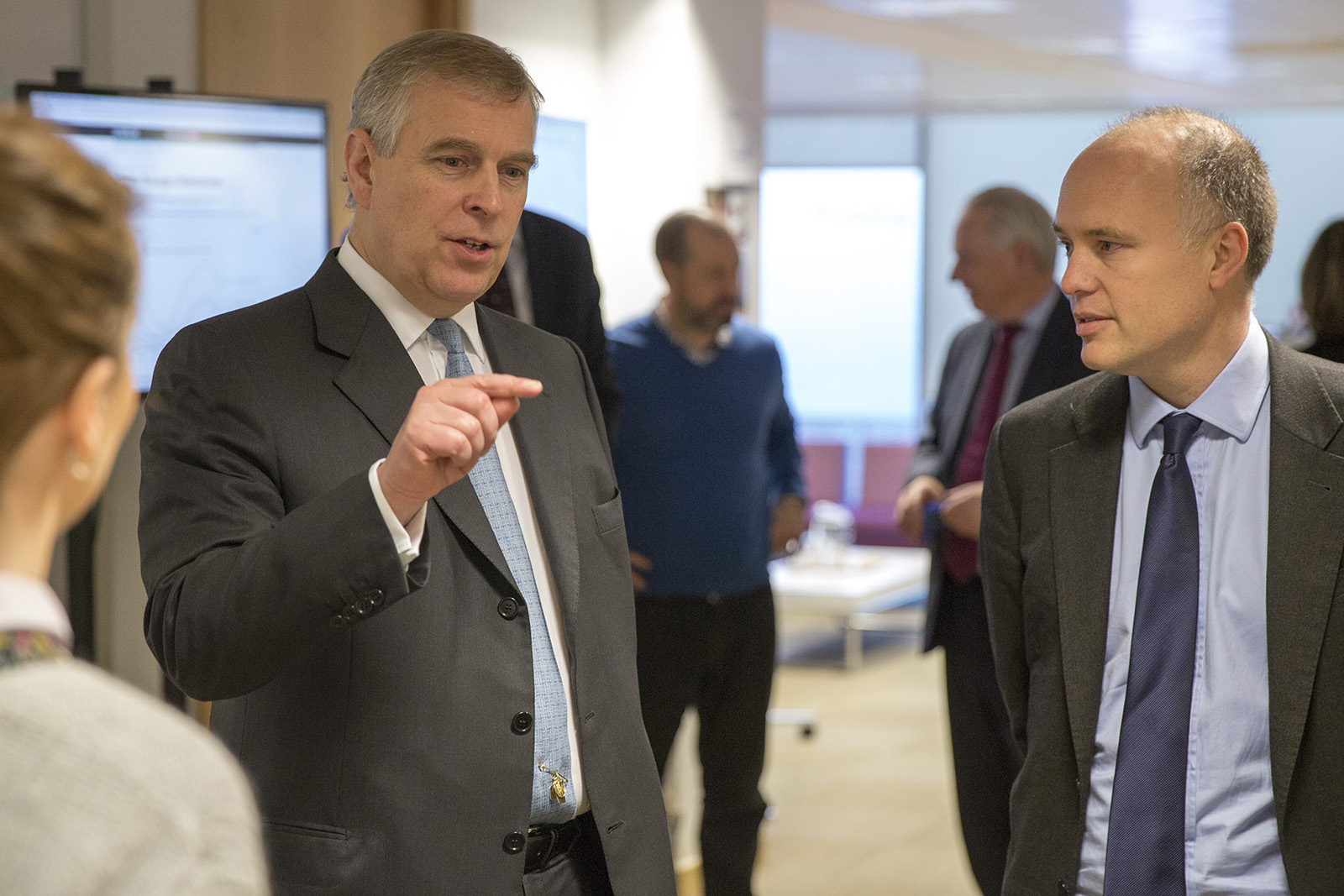
O Duque de Iorque e Liam Maxwell, diretor de tecnologia do governo do Reino Unido, em 2013

O Duque foi patrono da Associação do Oriente Médio (MEA), a principal organização do Reino Unido para promover o comércio e boas relações com o Oriente Médio, Norte da África, Turquia e Irã. Desde que seu papel como Representante Especial para o Comércio e Investimento Internacional terminou, o duque continuou a apoiar as empresas do Reino Unido sem um papel especial. Robert Jobson afirmou que ele fez esse trabalho bem e escreveu: "Ele é particularmente apaixonado ao lidar com jovens empreendedores iniciantes e reuni-los com empresas de sucesso em eventos de networking e apresentação. André é certeiro e direto ao ponto, e seus métodos parecem trabalho".
O duque também foi patrono da Fight for Sight, uma instituição de caridade dedicada à pesquisa na prevenção e tratamento da cegueira e doenças oculares, e era membro da Associação Escoteira. Ele viajou pelo Canadá com frequência para realizar tarefas relacionadas ao seu papel militar canadense. Rick Peters, o ex-comandante dos Royal Highland Fusiliers do Canadá afirmou que o príncipe André estava "muito bem informado sobre os métodos militares canadenses".
Enquanto viajava pela Índia como parte do Jubileu de Diamante da Rainha em 2012, André se interessou pelo trabalho da Women's Interlink Foundation (WIF), uma instituição de caridade que ajuda mulheres a adquirir habilidades para obter renda. Ele e sua família mais tarde iniciaram o Key to Freedom, um projeto que tenta "encontrar uma rota para o mercado de produtos fabricados pela WIF". Em 3 de setembro de 2012, o Duque de Iorque estava entre uma equipe de 40 pessoas que desceram de rapel no The Shard (edifício mais alto da Europa) para arrecadar dinheiro para instituições de caridade educacionais, o Outward Bound Trust e o Royal Marines Charitable Trust Fund.
Em 2013, foi anunciado que o duque estava se tornando o patrono da London Metropolitan University e da Universidade de Huddersfield. Em julho de 2015, foi empossado como Chanceler da Universidade de Huddersfield. Em reconhecimento à promoção do empreendedorismo do Duque, ele foi eleito para uma bolsa honorária no Hughes Hall na Universidade de Cambridge em 1º de maio de 2018. Tornou-se patrono da instituição de caridade Attend em 2003 e foi membro do Conselho Consultivo Internacional do Royal United Services Institute. Em 2014, o Duque de Iorque fundou a iniciativa Pitch@Palace para apoiar empreendedores na ampliação e aceleração de suas ideias de negócios. Os empreendedores selecionados para o Pitch@Palace Bootcamp são oficialmente convidados pelo Duque a comparecer ao Palácio de St. James para apresentar suas ideias e se conectar com potenciais investidores, mentores e contatos de negócios.

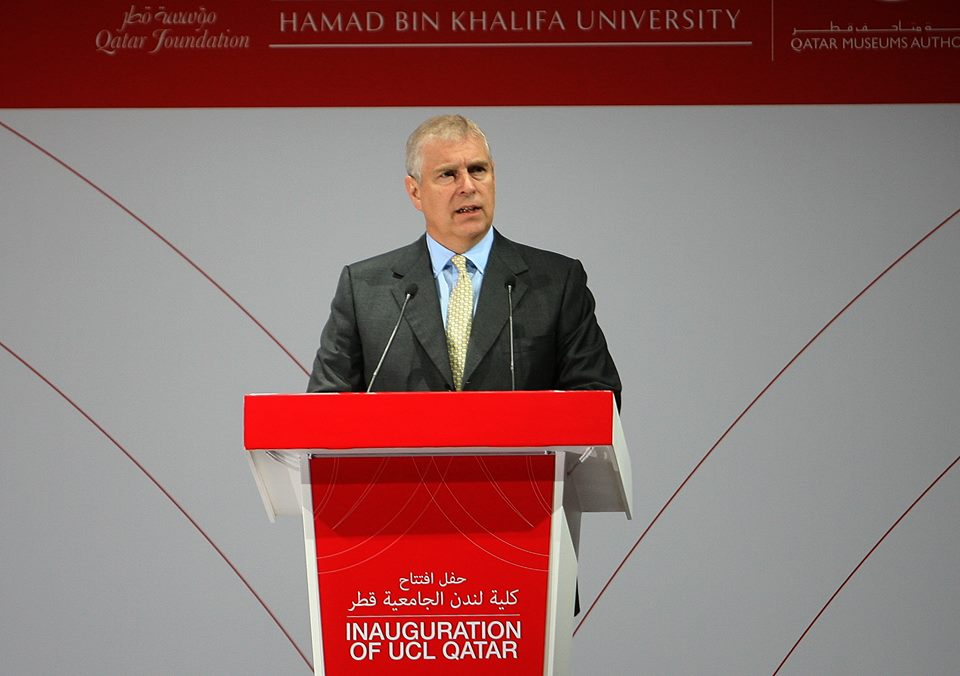
O Duque de Iorque na inauguração da University College London Qatar em Doha, 2016.

O Duque também fundou o The Prince Andrew Charitable Trust, que visava apoiar os jovens em diferentes áreas, como educação e treinamento. Ele também fundou vários prêmios, incluindo o Inspiring Digital Enterprise Award (iDEA), um programa para desenvolver as habilidades digitais e empresariais, o Duke of York Award for Technical Education, concedido a jovens talentosos em educação técnica, e o Duke of York Young Entrepreneur Award, que reconheceu talentos de jovens em empreendedorismo. O Duque de Iorque emprestou seu apoio a organizações que se concentram em ciência e tecnologia, tornando-se o patrono da Catalyst Inc e da TeenTech. Em 2014, André visitou Genebra, na Suíça, para promover a ciência britânica nas comemorações do 60º aniversário do CERN. Em maio de 2018, ele visitou a China e abriu o Pitch@Palace China Bootcamp 2.0 na Universidade de Pequim.
Em março de 2019, o Duque de Iorque assumiu o patrocínio do Outward Bound Trust de seu pai, o Duque de Edimburgo, servindo até sua própria renúncia em novembro de 2019. O príncipe André ocupava o cargo de presidente do conselho de administração da organização desde 1999. A caridade tenta incutir qualidades de liderança entre os jovens. Em maio de 2019, foi anunciado que o duque sucedeu Lord Carrington como patrono da Royal Fine Art Commission Trust. Em 13 de janeiro de 2022, foi anunciado que seus patrocínios reais haviam sido devolvidos à rainha para serem distribuídos entre outros membros da família real.

## Alegações de abuso sexual

### Associação ao Caso Jeffrey Epstein
Em 30 de dezembro de 2014, um processo judicial da Flórida pelos advogados Bradley J. Edwards e Paul G. Cassell alegou que André era uma das várias figuras proeminentes, incluindo o advogado Alan Dershowitz e "um ex-primeiro-ministro", a ter participado de atos sexuais com uma menor posteriormente identificada como Virginia Giuffre (então conhecida por seu nome de solteira Virginia Roberts), que supostamente foi traficada para fazer sexo por Jeffrey Epstein, um financista americano e (desde 2008) um criminoso sexual condenado. Uma declaração de Giuffre foi incluída em um processo anterior de 2008. Embora não haja dúvida de que Giuffre estava envolvida com Epstein, existem algumas inconsistências em seus relatos.
Em janeiro de 2015, houve uma renovada pressão da mídia e do público para que o Palácio de Buckingham explicasse a conexão de André com Epstein. O Palácio de Buckingham afirmou que "qualquer sugestão de impropriedade com menores de idade é categoricamente falsa", mais tarde repetindo a negação. Os pedidos dos advogados de Giuffre para uma declaração do duque, sob juramento, sobre as alegações foram devolvidos sem resposta. Giuffre afirmou que fez sexo com André em três ocasiões, incluindo uma viagem a Londres em 2001 quando ela tinha 17 anos, e mais tarde em Nova Iorque e em Little Saint James nas Ilhas Virgens Americanas. Ela alegou que Epstein lhe pagou US$ 15.000 para fazer sexo com o duque em Londres. Registros de voo mostram que o Duque e Giuffre estavam nos lugares que ela alega que o sexo aconteceu. André e Giuffre também foram fotografados juntos com o braço em volta da cintura dela, com uma associada de Epstein, Ghislaine Maxwell, de pé ao fundo, embora os apoiadores de André tenham repetidamente afirmado que a foto é falsa e editada. Giuffre afirmou que foi pressionada a fazer sexo com o duque e "não ousaria se opor", pois Epstein, por meio de contatos, poderia "matá-la ou sequestrá-la". As alegações, desde o início de 2015, não foram testadas em nenhum tribunal.
Em agosto de 2019, documentos judiciais associados a um caso de difamação entre Giuffre e a ex-esposa de Epstein revelaram que uma segunda garota, Johanna Sjoberg, deu provas alegando que André havia colocado a mão em seu peito enquanto estava na mansão de Epstein posando para uma foto com seu boneco Spitting Image. Mais tarde naquele mês, ele divulgou um comunicado, enfatizando que "em nenhum momento durante o tempo limitado que passei com [Epstein] vi, testemunhei ou suspeitei de qualquer comportamento do tipo que posteriormente levou à sua prisão e condenação", embora ele expressou arrependimento por conhecê-lo em 2010 depois que Epstein já havia se declarado culpado de crimes sexuais pela primeira vez.

### Entrevista aoNewsnight
Em novembro de 2019, o Newsnight da BBC organizou uma entrevista entre André e a apresentadora Emily Maitlis na qual ele relatou sua amizade com Epstein pela primeira vez. Na entrevista, o príncipe André diz ter encontrado Epstein em 1999 através de Ghislaine Maxwell; isto contradiz os comentários feitos pela secretária particular do Duque em 2011, que afirma que os dois se encontraram no "início dos anos 90". O Duque também disse que não se arrependeu de sua amizade com Epstein, dizendo que "as pessoas que conheci e as oportunidades que me foram dadas para aprender ou por ele ou por causa dele foram realmente muito úteis".
Na entrevista, André negou ter relações sexuais com Giuffre em 10 de março de 2001, como ela havia acusado, porque ele havia estado em casa com suas filhas depois de assistir a uma festa na PizzaExpress em Woking com sua filha mais velha Beatriz. O príncipe André também acrescentou que as alegações de Giuffre sobre dançar com ele em um clube em Londres enquanto ele estava suando eram falsas devido a ele perder temporariamente a capacidade de suar após uma "overdose de adrenalina" durante a Guerra das Malvinas. Segundo os médicos consultados pelo The Times, uma overdose de adrenalina normalmente causa suor excessivo em humanos.
André também admitiu ficar na mansão de Epstein por três dias em 2010, após a condenação de Epstein por crimes sexuais contra um menor, descrevendo o local como "um lugar conveniente para ficar". O Duque disse que conheceu Epstein com o único propósito de romper qualquer relacionamento futuro com ele. Ele também disse que estaria disposto a testemunhar sob juramento a respeito de suas associações com Epstein.

### Consequências
Em janeiro de 2022, as contas da mídia social de André foram apagadas, sua página no site da família real foi reescrita no passado e suas afiliações militares e patronatos foram removidos para colocar ênfase em sua saída da vida pública. No mesmo mês, o York Racecourse anunciou que iria renomear o Duque de York Stakes, e o Prince Andrew High School na Nova Escócia, que havia anunciado dois anos antes que estava considerando uma mudança de nome porque o nome "não reflete mais os valores da comunidade", declarou que teria um novo nome no próximo ano acadêmico. Em fevereiro de 2022, o conselho da cidade de Belfast decidiu não hastear uma bandeira sindical para o aniversário de André.
O Duque de Iorque também deixou de utilizar o título de "Sua Alteza Real" em cerimónias oficiais e públicas, acrescentou uma fonte real citada pela BBC. O Palácio de Buckingham disse numa declaração, publicada da rede social Twitter, que "com a aprovação e acordo da Rainha, as filiações militares e reais do Duque de Iorque foram devolvidas à Rainha, com efeito imediato. O Duque de Iorque vai continuar a não assumir quaisquer deveres públicos e está a defender este caso como um cidadão privado".

### Acordo para encerramento do caso
Em fevereiro de 2022, assessores de André anunciaram que ele havia assinado um acordo com Virginia Giuffre no qual se estabelecia que o Duque pagaria uma indenização e faria doações em dinheiro a entidades que lutam contra a violência e exploração sexual em troca da retirada de todas as acusações.

## Títulos e estilos

### Títulos

Monograma real

- 19 de fevereiro 1960 – 23 de julho de 1986: "Sua Alteza Real, o Príncipe André"
- 23 de julho de 1986 – presente: "Sua Alteza Real, o Duque de Iorque"

André é atualmente o nono na linha de sucessão ao trono Em raras ocasiões, ele é conhecido por seus títulos secundários de Conde de Inverness e Barão Killyleagh, na Escócia e na Irlanda do Norte, respectivamente. Em 2019, os moradores de Inverness iniciaram uma campanha para destituí-lo desse título, afirmando que "é inapropriado que o príncipe André seja associado à nossa bela cidade", à luz de sua amizade com o criminoso sexual condenado Jeffrey Epstein. Um apelo semelhante foi feito por pessoas afiliadas à cidade de Iorque em relação ao seu título de Duque de Iorque. Em janeiro de 2022, foi relatado que, embora André mantivesse o estilo de Sua Alteza Real, ele não o usaria mais em caráter público.
Em Junho de 2022, foi revelado que 80% dos moradoresde York querem o título revogado.

### Postos na Marinha
- 1979 - 1981: Aspirante, Britannia Royal Naval College, HMS Seahawk.
- 1981 - 1984: Subtenente, Piloto, 820 NAS no HMS Invincible.
- 1984 - 1992: Tenente, Piloto, 815 NAS no HMS Brazen; Instrutor de piloto de Guerra, 702 NAS no RNAS Culdrose; Comandante de voo, 829 NAS no HMS Campbeltown.
- 1992 - 1999: Capitão-tenente, Capitão, HMS Cottesmore; Piloto Sênior, 815 NAS no RNAS Portland; Direção de Operações Navais, Ministério da Defesa Britânico.
- 1999 - 2005: Comandante, Seção de Diplomacia da Equipe Naval.
- 2005 - 2010: Capitão Honorário.
- 2010 - 2015: Contra-almilrante Honorário.
- 2015 -: Vice-almirante Honorário.

### Ordens
- 19 de dezembro de 1979 - 2 de junho de 2003: Comendador da Real Ordem Vitoriana (CVO).[105][106]
  - 2 de junho de 2003 - 21 de fevereiro de 2011: Cavaleiro Comendador da Real Ordem Vitoriana (KCVO).[107]
  - 21 de fevereiro de 2011 - presente: Cavaleiro da Grã-Cruz da Real Ordem Vitoriana (GCVO).[108]
- 23 de abril de 2006 - presente: Cavaleiro Real da Nobilíssima Ordem da Jarreteira (KG).[83]

### Medalhas
- 1977: Medalha do Jubileu de Prata da Rainha Isabel II.[83]
- 1982: Medalha da Campanha do Atlântico Sul para o serviço nas Malvinas.
- 1990: Medalha Comemorativa da Nova Zelândia.[83]
- 2001: Condecoração das Forças Canadenses (CD) (com o primeiro fecho)[109]
- 2002: Medalha do Jubileu de Ouro da Rainha Isabel II.[83]
- 2005: Medalha Comemorativa do Centenário de Saskatchewan.[110]
- 2012: Medalha do Jubileu de Diamante da Rainha Isabel II.[83]
- 2016: Medalha de Longo Serviço Naval e Boa Conduta.[109]

### Ordens estrangeiras
- Noruega (1988): Grã-Cruz da Ordem de Santo Olavo.[83]
- Emirados Árabes Unidos (2010): Colar da Ordem da Federação.[111]
- México (2015): Banda da Ordem da Águia Asteca.[112]
- Espanha (2017): Cavaleiro Grã-Cruz da Ordem de Isabel a Católica.[113]

## Descendência
| Imagem | Nome                   | Nascimento          | Casamento             | Casamento             | Seus filhos                                                    |
| Imagem | Nome                   | Nascimento          | Data                  | Cônjuge               | Seus filhos                                                    |
| ------ | ---------------------- | ------------------- | --------------------- | --------------------- | -------------------------------------------------------------- |
|        | Beatriz de Iorque      | 8 de agosto de 1988 | 17 de julho de 2020   | Edoardo Mapelli Mozzi | Sienna Elizabeth Mapelli Mozzi                                 |
|        | Eugênia do Reino Unido | 23 de março de 1990 | 12 de Outubro de 2018 | Jack Brooksbank       | August Philip Hawke Brooksbank Ernest George Ronnie Brooksbank |